# Luis Posadas Solera
Luis Posadas Solera (Tudela de Duero, Valladolid, 1920 -1996) fue un compositor de música popular y pianista español.

## Trayectoria artística
Como pianista acompañó en escena a las máximas figuras de la copla en España: Imperio de Triana, Concha Piquer, Miguel de Molina, Lola Flores, Rosita Ferrer, Antoñita Moreno, Rocío Jurado, Concha Márquez Piquer, Manolo Escobar, Marián Conde, entre otros, y grabó en su compañía numerosos discos. Fue el pianista que estuvo en casa de Concha Piquer, de la que era director musical, el día que llamó a Rocío Jurado para saber como cantaba, el maestro Posadas la acompañó al piano.
Fue el compositor de la música del Himno del C.D. Málaga, con el que editó un disco sencillo.